# Beaver City
Beaver City – miasto w Stanach Zjednoczonych, w stanie Nebraska, siedziba administracyjna hrabstwa Furnas.